# عبد الإله محمد حسن
عبد الإله محمد حسن هو مدرب ولاعب كرة قدم عراقي سابق. قاد المنتخب الوطني في مناسبتين في عام 1968 و 1972.
ولد في مدينة الموصل شمال العراق في عام 1934، ودرس الابتدائية والثانوية في الموصل ثم دخل كلية التربية الرياضية بغداد في عام 1955 وتخرج منها عام 1959. وبعد ذلك سافر إلى إنجلترا حيث حصل شهادة معترف بها على نطاق واسع في التدريب في ليليشال مع أمثال عادل بشير وشوقي عبود ومعن البدري. وفي إنجلترا كان قد أمضى بعض الوقت في النظر في أساليب التدريب والتقنيات والتكتيكات في الأندية الإنجليزية شيفيلد يونايتد وتوتنهام هوتسبير بينما في عام 1974 سافر إلى ألمانيا حيث قضى الوقت مع عملاق أوروبا بايرن ميونيخ.
بدأ حياته المهنية لاعبا ومدربا في مدينة الموصل وأيضا المنتخب الوطني الأولمبي وفريق الجيش. في عام 1969 كان يدرب المنتخب الوطني الفلسطيني، وفي موسم 1974-75 درب نادي الطيران المعروف الآن باسم نادي القوة الجوية وقاده إلى المركز الأول في الدوري. كتب أول كتاب له، علم التدريب في كرة القدم في عام 1968 والكتاب الثاني في عام 1972 يسمى كرة القدم الحديثة.